# Verkehrsstau

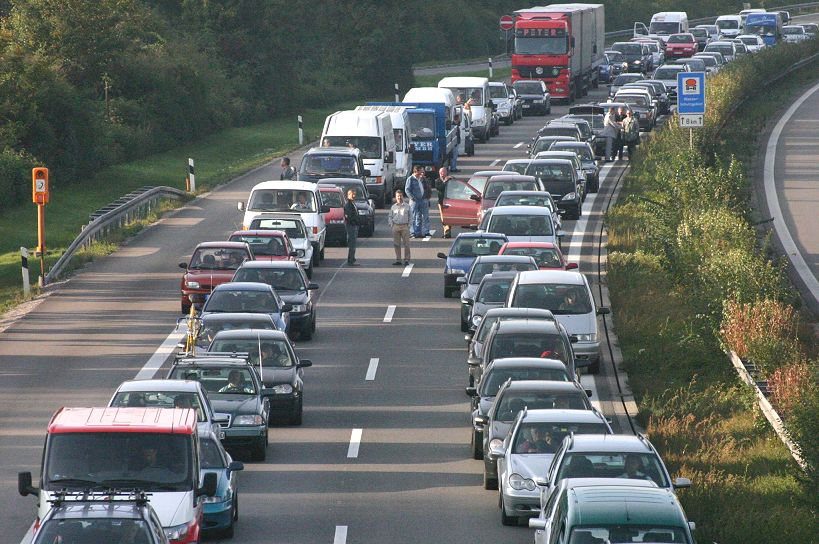
Zusammenbruch des Verkehrsflusses

Ein Verkehrsstau (kurz: Stau) oder Verkehrsinfarkt ist ein stark stockender oder zum Stillstand gekommener Verkehrsfluss auf einer Straße. Als einer der Gründe dafür gilt eine zu hohe Anzahl von Fahrzeugen pro Zeitspanne (oder pro Streckenlänge). Jedoch können Staus auch entstehen, obwohl die Kapazität der Straße bei gleichmäßig verteiltem und fließendem Verkehr ausreicht. Dieser Fall tritt ein, wenn Engstellen, wie Baustellen oder parkende Kfz auf Stadtstraßen den Verkehrsfluss behindern. Im Gegensatz zum Halten zählt der Verkehrsstau zum fließenden Verkehr. Neben diesen Ansätzen gibt es noch mehrere weitere Definitionsansätze, wie der Begriff des Staus definiert werden kann. Ein Ansatz, von Geistefeldt und Lohoff, von der Ruhr-Universität Bochum, ist: „Ein Stau ist ein vorübergehender Verkehrszustand, der entweder durch eine zu hohe Verkehrsnachfrage in den Spitzenstunden oder durch einen Kapazitätsrückgang infolge eines temporären Ereignisses (z. B. Baustelle, Unfälle, ungünstige Witterungsbedingungen) verursacht wird (...).“
Die Gründe und Ursachen für Staubildungen sind vielfältig und variieren auch je nach Kategoriengruppe der Straße. Kategoriengruppen der Straßen beschreiben Merkmale bestimmter Straßen und gliedern sich in Kategoriengruppen, wie „Autobahnen“ oder „Landstraßen“. Eine der Gründe für Stau sind Überschreitungen der Kapazität einer Straße, sprich eine Verkehrsstärke, die größer ist als die Kapazität der Straße. Die Kapazität einer Straße beschreibt die größte Verkehrsstärke, die ein (Straßen-)Querschnitt bei bestimmten Weg- und Verkehrsbedingungen erreichen kann. Die Verkehrsstärke dagegen beschreibt die Anzahl an Fahrzeugen pro Zeiteinheit, meist pro Stunde, pro zwölf oder pro 24 Stunden, die eine Straße befahren. Kapazitätsüberschreitungen als Gründe für Staubildungen lassen sich beispielsweise auf Autobahnen oder Landstraßen beobachten. Auch auf Stadtstraßen kann das eine Ursache sein, jedoch ist auf Stadtstraßen nicht die Kapazität einer Straße allein maßgebend, wie später im Abschnitt Ursachen genauer beschrieben wird.

Zeichen 124, Stau (Deutschland)

Staus – auch solche auf Wasserstraßen, Eisenbahnschienen, auf Flughäfen oder im Luftraum („Warteschleife“) – sind ein Forschungsgegenstand der Verkehrswissenschaften. Fluchtwege für Fußgänger in Gebäuden und bei Großveranstaltungen werden zur Reduktion von Staugefahr breit und flüssig gestaltet und Besucherzahlen begrenzt.
Verkehrsexperten unterscheiden zwischen „Stau“ und „stockendem Verkehr“. Der deutsche Autoclub ADAC spricht von einem Stau, wenn mehrere Fahrzeuge mindestens fünf Minuten lang im Schnitt unter 20 km/h schnell sind und das auf einer Länge von mindestens einem Kilometer. Gleichzeitig wird stockender Verkehr zwischen 20 und 40 km/h angenommen. Das Schweizer Bundesamt für Strassen spricht von einem Stau, wenn der Straßenverkehr mindestens für eine Minute mit weniger als 10 km/h fließt. Liegt die Geschwindigkeit im Bereich zwischen 10 und 30 km/h, spricht man dort von stockendem Verkehr.

## Ursachen

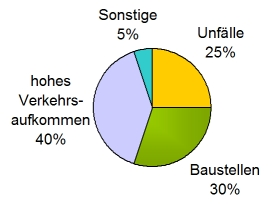
Stau-Ursachen auf deutschen Autobahnen

Zum Verständnis des Phänomens Stau muss zunächst beachtet werden, dass jede Straße eine gewisse Kapazität besitzt. Wird die Kapazität überschritten oder ineffizient ausgenutzt (kurzfristig oder über einen längeren Zeitraum), kann es zum Zusammenbruch des Verkehrsflusses kommen. Es muss daher unterschieden werden zwischen straßenseitigen Einflussgrößen (Kapazitätsminderung) und verkehrsseitigen Einflussgrößen (ineffiziente Ausnutzung oder Überschreiten der Kapazität). Ineffiziente Ausnutzung der Streckenkapazität tritt ein, wenn Fahrzeuge stark unterschiedliche Abstände zueinander haben und daraus folgend sich große Geschwindigkeitsunterschiede unter den Kfz ergeben. Dieser Effekt ist unter anderem auf Autobahnen zu beobachten, da auf Autobahnen höhere Fahrgeschwindigkeiten zulässig sind, die erst große Geschwindigkeitsunterschiede und daraus folgend große Unterschiede im Abstand der Kfz zueinander bewirken.
Eine weitere Ursache für Stau ist, dass sich in den letzten Jahren beobachten lässt, dass das Fahrzeugaufkommen bundesweit zugenommen hat. Konkret hat sich die Anzahl an Pkws in Deutschland im Zeitraum 2008 bis 2023 um 18,4 % erhöht, was 48,8 Millionen Pkw im Jahre 2023 entspricht. Auch die Anzahl an Lkws in Deutschland ist deutlich gestiegen, um 54,6 % auf 3,9 Millionen Lkw im Jahre 2023. Demgegenüber ist die Verkehrsfläche, gemeint ist unter anderem die Straßenfläche, kaum gewachsen. Diese wuchs lediglich um 1,8 %. Die Folge dieses steigenden Fahrzeugaufkommens bedeutet auch, dass sich die Verkehrsstärke potenziell vergrößert hat. Entsprechend ist die Wahrscheinlichkeit für Kapazitätsüberschreitungen von Straßen größer.
Die Ursachen für Staubildungen lassen sich entlang der Literatur in temporäre, also zeitlich begrenzte oder permanente Stauursachen unterscheiden. Temporäre Stauursachen sind vorübergehende, zeitlich begrenzte Ursachen oder Gründe, die Stau als Folge haben. Beispiele hierfür sind Baustellen, Fahrzeugpannen oder Unfälle, die Fahrstreifen vorübergehend blockieren.
Permanente Ursachen für Staubildungen sind hohe Verkehrsstärken, beispielsweise auf Grund von ausgeprägtem Pendelverkehr auf Hauptverkehrsachsen, gegenüber geringen Kapazitäten einer Strecke. Auch Steigungen oder Kurven von Strecken sind als permanente Ursachen für Staubildungen zu werten. Bauliche Einschränkungen von Strecken, beispielsweise nicht ausreichend vorhandene Seitenraumbreiten, die keine ausreichende Anzahl von Fahrstreifen ermöglichen, können auch permanente Stauursachen sein.
Ursachen und Gründe für Staubildungen lassen sich nicht nur nach der Dauer der Ursachen gliedern bzw. kategorisieren. Die erwähnten Ursachen können wiederum als eigene Kategorien gefasst werden. Die Forschungsliteratur sieht als drei große Stauursachen: "hohes Verkehrsaufkommen, "Engstellen" und "lokale Störungen". Ein hohes Verkehrsaufkommen bedeutet, dass die Verkehrsstärke die Kapazität einer Straße übersteigt, beispielsweise in den Spitzenstunden morgens und nachmittags durch Pendelverkehr. Spitzenstunden beschreiben dabei den Zeitraum eines Tages mit der höchsten Verkehrsbelastung. Engstellen können Reißverschlüsse sein, wenn ein Fahrstreifen in einen anderen zusammen geführt wird, aber auch Auf- und Abfahrten an Autobahnen. Als lokale Störungen lässt sich die erwähnte ineffiziente Ausnutzung von Strecken definieren oder wegfallende Fahrstreifen im Sinne von Engstellen. In Zusammenfassung lässt sich festhalten, dass es mehrere Definitionsansätze gibt, wie Stauursachen beschrieben werden können. Dabei kann es zu Überschneidungen von Ursachenkategorien kommen, so kann eine Engstelle als solche eine Stauursache sein oder eine temporäre Stauursache darstellen, wenn beispielsweise ein Pannenfahrzeug einen Fahrstreifen blockiert.
Grundsätzlich sind für die Kapazität einer Straße die Knotenpunkte maßgebend. Die Kapazitätsgrenze der Knotenpunkte setzt das Limit für alle angrenzenden Straßen, vollkommen unabhängig von der Anzahl der Fahrstreifen und einer theoretischen Maximalkapazität der freien Strecke. Verkehrsflusstheoretische Kapazitätsbetrachtungen können somit ausschließlich auf Strecken ohne Knotenpunkte oder mit ausschließlich planfreien (Teil-)Knoten angewandt werden, da diese in der Praxis eine nahezu identische Kapazität gegenüber der freien Strecke besitzen. Entsprechende Betrachtungen sind entsprechend für Stadtstraßen nicht von Belang, sondern betreffen in erster Linie Autobahnen und autobahnähnliche Straßen. Für Stadtstraßen ist also nicht die Kapazität der Straße allein maßgebend, wie leistungsfähig diese Straße ist, vielmehr ist es die Kapazität der Knotenpunkte, umgangssprachlich Kreuzungen, einer Stadtstraße, die Aufschluss darüber gibt, wie groß die Kapazität einer Stadtstraße ist.
Typischerweise liegt die Kapazität einer knotenpunktfreien Strecke bei 1500 bis 2500 Fahrzeugen pro Stunde und Fahrstreifen. Eine lokal verringerte Kapazität des Verkehrswegs durch Ereignisse wie Spursperrungen aufgrund von Baustellen oder Unfällen sowie Fahrbahnverengungen zum Beispiel vor Tunneln begünstigen somit die Stauentstehung, da die Kapazität um den Betrag der entfallenden Fahrstreifen sinkt. Eine solche kapazitätslimitierende Verengung des Verkehrsweges wird im allgemeinen Sprachgebrauch auch als Nadelöhr bezeichnet.
Davon müssen verkehrsbedingte Einflussgrößen unterschieden werden. Typischerweise ist ein erhöhtes Verkehrsaufkommen für Staus verantwortlich. In diesem Fall kommen zu viele Fahrzeuge auf einen Streckenabschnitt, dessen Kapazität dadurch überschritten wird. Gründe dafür können Berufsverkehr, Reiseverkehr (besonders zu Beginn und am Ende von Ferien sowie samstäglicher „Bettenwechsel“ in Urlaubsgebieten) und Großveranstaltungen sein.
Es kann aber auch vorkommen, dass die Kapazität der Straße trotz einer Menge an Fahrzeugen unterhalb der Kapazitätsgrenze zu ineffizient genutzt wird, sodass dennoch ein Stau entstehen kann. Ineffiziente Nutzungen liegen in erster Linie vor bei hohen Geschwindigkeiten der Fahrzeuge, da die resultierenden erforderlichen Sicherheitsabstände etwaige Kapazitätsgewinne durch höhere Geschwindigkeiten überkompensieren. Die Kapazität wird überdies ineffizient genutzt bei stark unterschiedlichen Geschwindigkeitsniveaus der Fahrzeuge. Dies können zum einen Menschen sein, die deutlich schneller fahren als der Durchschnitt, umgekehrt aber auch Menschen, die ihr Fahrtempo drosseln, um so z. B. Kraftstoff und damit Geld zu sparen. In beiden Fällen nimmt die Differenz der Fahrgeschwindigkeit langsamer oder schneller Fahrender zu der von Fahrern zu, die mit der allgemeinen Durchschnittsgeschwindigkeit unterwegs sind. Hohe Geschwindigkeitsdifferenzen machen den Verkehrsfluss unruhig und erhöhen das Unfallrisiko.
Ineffiziente Nutzungen können aus diesem Grund auch auftreten durch ungünstige Witterung wie z. B. Regen, Schnee- oder Glatteis, auf die die Fahrer reagieren, sowie ineffektives Verhalten der Verkehrsteilnehmer. Typische Beispiele sind Schaulust oder die sogenannte Tunnelphobie. Erhebliche Ineffizienzen bei der Ausnutzung der Kapazität von Straßen ergeben sich zudem auf mehrstreifigen Straßen durch häufige Fahrstreifenwechsel. Das hat zur Folge, dass weniger Fahrstreifen in Kapazitätsgrenzregionen (z. B. zwischen 30.000 und 36.000 Kfz/24h) den Verkehrsfluss stabilisieren und demgegenüber zusätzliche Fahrstreifen häufig sogar kontraproduktiv sein können.
Typisch für Strecken, an denen ein Überholverbot für Lkw besteht, sind Lkw-Staus auf dem (ganz) rechten Fahrstreifen. Diese entwickeln sich oft am Staubeginn zu Vollstaus, an denen auch Kraftfahrzeuge auf dem bzw. den übrigen Fahrstreifen beteiligt sind. Oft ist auch zu beobachten, dass innerhalb von Baustellen der Verkehr auf dem linken, meist verengten, Fahrstreifen flüssiger ist, als auf dem rechten (bis hin zum Stillstand auf diesem), da viele Pkw-Fahrer das Fahren auf verengten Streifen meiden.
Ferner lässt sich im städtischen Bereich, ein Zusammenhang zwischen unattraktiver Radverkehrsinfrastruktur, sowie unattraktivem Angebot des ÖPNV und Stau vermuten. Vor allem im städtischen Bereich kann der ÖPNV oder das Fahrrad eine Alternative zum Kfz darstellen. Wie erwähnt, kann Stau entstehen, wenn das Verkehrsaufkommen die Kapazität einer Straße übersteigt. Je weniger Personen Alternativen zum PKW, wie Fahrräder oder ÖPNV, nutzen, umso größer ist der Anteil an der Kfz-Nutzung. Daraus folgend ist das Verkehrsaufkommen des motorisierten Verkehrs umso größer, was zu Stau führen kann. Nutzen dagegen mehr Personen Alternativen zum Pkw, so verringert sich das Verkehrsaufkommen des motorisierten Verkehrs und damit die Verkehrsstärke.  Entscheidend, ob Alternativen zum Pkw genutzt werden oder nicht, ist unter anderem die Attraktivität dieser Alternativen. Wird die Radverkehrsinfrastruktur oder die Qualität des ÖPNVs in einem Bereich als unattraktiv wahrgenommen, so werden mit Wahrscheinlichkeit, weniger Personen das Fahrrad oder den ÖPNV nutzen. Die Folge könnte ein starkes Verkehrsaufkommen sein.
Durch die ineffiziente Kapazitätsnutzung können Staus aus dem Nichts entstehen, bei denen den Verkehrsteilnehmern auch nach Ende des Staus die Ursache verborgen bleibt (im Gegensatz zu Unfällen und Baustellen, bei denen die Ursachen bei der Vorbeifahrt erkannt werden können).

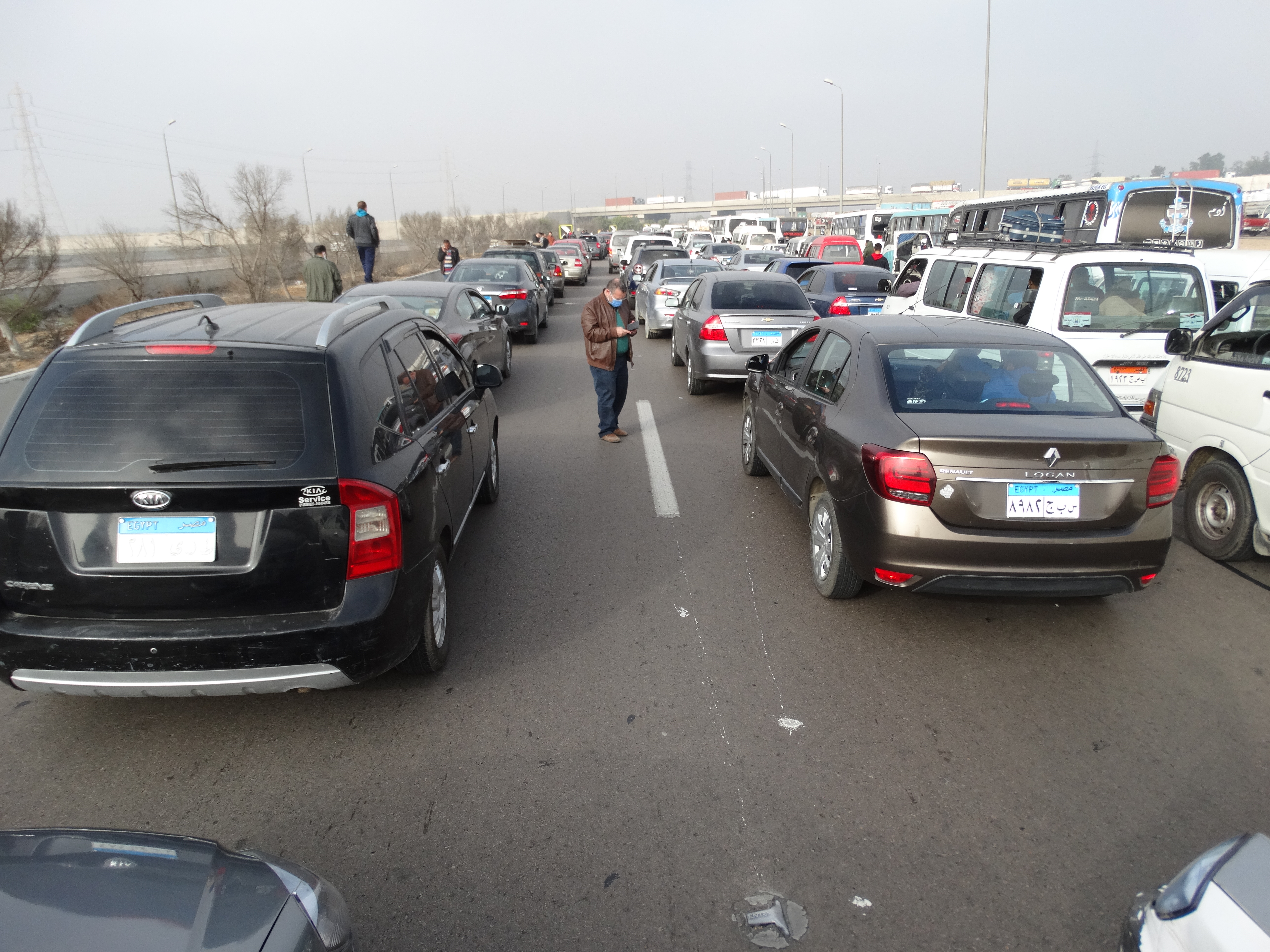
Stau – Der Verkehr auf der Autobahn Kairo-Alexandria ist aufgrund von Nebel blockiert.
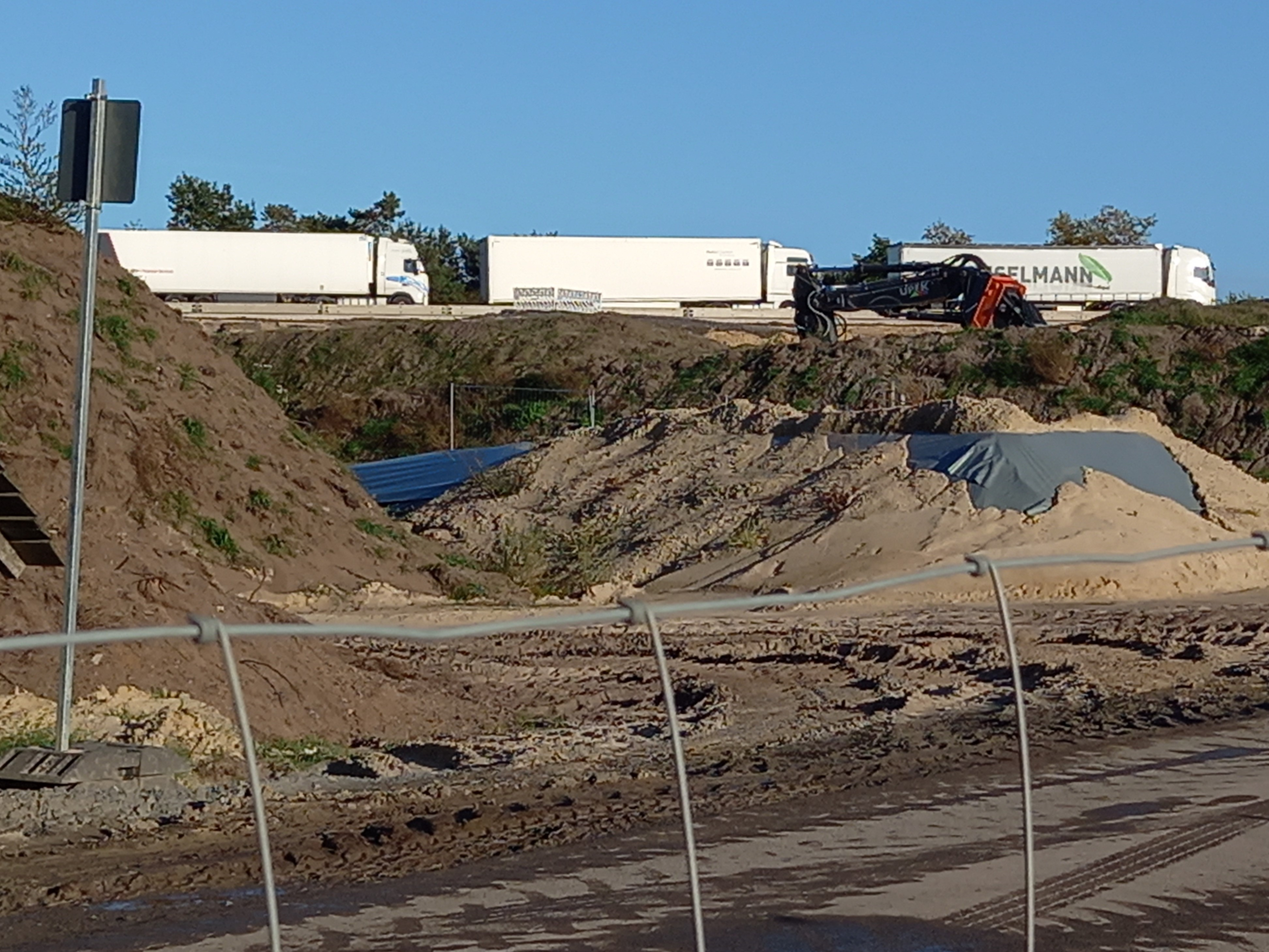
Typisch für Baustellen: der Lkw-Stau auf dem rechten Fahrstreifen der A 1 (Fahrtrichtung Osnabrück) bei Holdorf.
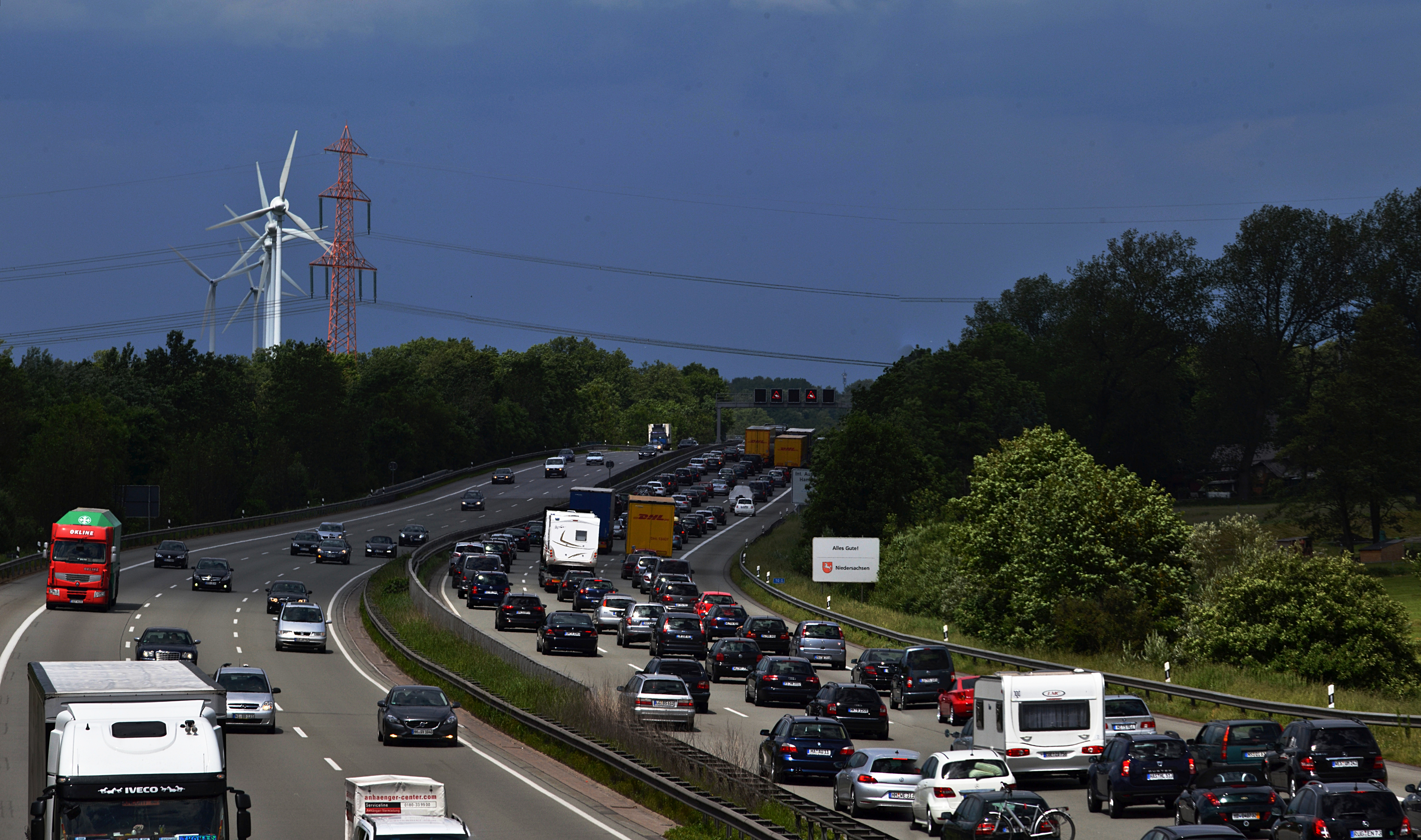
Stau wegen erhöhten Verkehrsaufkommens auf der A 1 (Fahrtrichtung Bremen) an der Landesgrenze von Hamburg.

## Stau-Erkennung
Visuelle Beobachtung
Über freiwillige Staumelder, Polizeistreifen, Kameras und Hubschrauber werden Straßen und Verkehrsknotenpunkte visuell beobachtet.
Stationäres Erfassungs-System

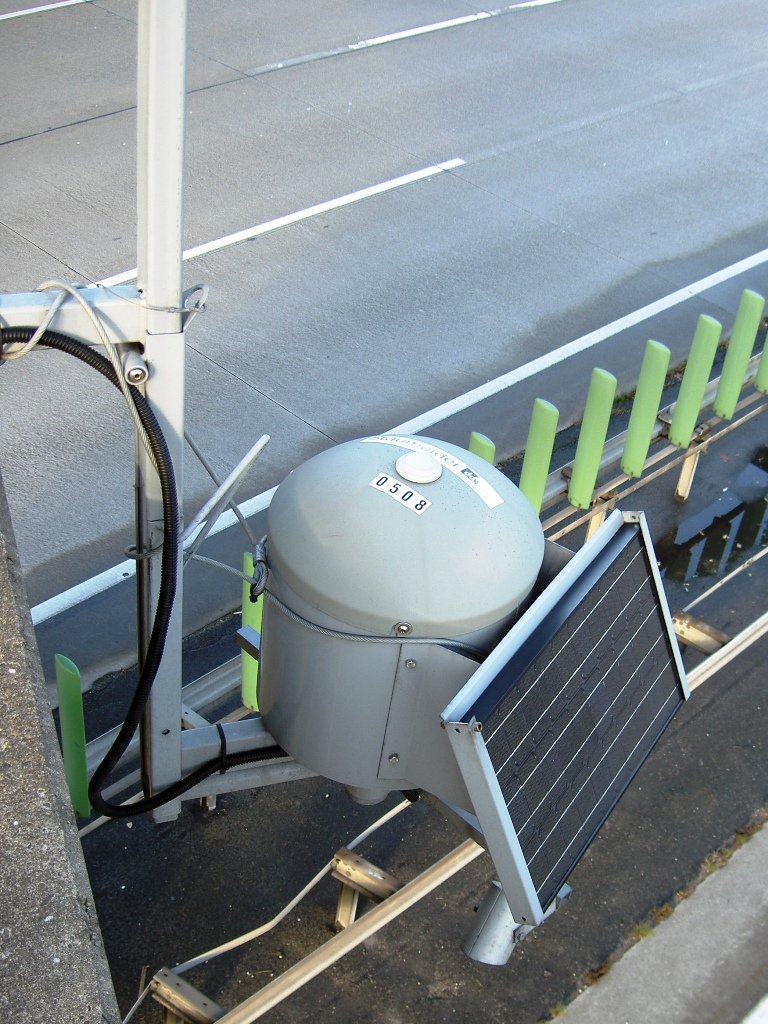
Verkehrsflusssensor an der Bundesautobahn 5

Mittels fest montierter Sensoren an der Autobahn wird der Verkehrsfluss objektiv gemessen. Hierbei wird nur die linke Fahrspur überwacht, da über die Parameter Abstand und Geschwindigkeit auf der linken Spur auf die Verkehrsdichte der anderen Spuren geschlossen werden kann. Auf deutschen Autobahnen befindet sich im Schnitt alle 4 Kilometer ein Sensor, so dass hier insgesamt rund 4000 Sensoren im Einsatz sind.
Floating Car Data (FCD) / Floating Phone Data (FPD)
Bei diesem modernen Verfahren werden in Fahrzeugen mitgeführte Mobiltelefone oder eingebaute Geräte (i. d. R. mit einem Sender ausgerüstete GPS-Empfänger) zur Messung der Verkehrsgeschwindigkeit und der Reisezeit verwendet. Das Verfahren Floating Cellular Data mit den Mobiltelefonen ist unpräziser als GPS, jedoch um vieles günstiger, da keine zusätzliche Hardware (Mobiltelefone), Infrastruktur (Antennen) oder Netzbelastung (Senden von Daten) notwendig ist und für allgemeine Aussagen genügend präzise.
Die Netzwerk-Betreiber anonymisieren die Signale der Mobiltelefone und lassen sie durch Spezialfirmen auf Geschwindigkeit analysieren. Diese Daten sind nützlich und Basis für die meisten Intelligent Transportation Systems (ITS), wie aktive Verkehrsführung, Notfall- und Evakuierungsmanagement, Stau-Umfahrung, Zeitschätzung. Es bietet ein Echtzeit-Bild des aktuellen Verkehrsgeschehens; fortgeschrittene Software wird aufgrund der Echtzeit-Daten auch Verkehrsbelastung und Staus voraussagen (predictive).
FCD-Verfahren mittels Handys haben gegenüber herkömmlichen Systemen (Sensoren, Kameras etc.) große Vorteile:
- Kostengünstiger, da keine zusätzlichen Geräte oder Netzwerke erforderlich sind
- Nicht nur Autobahnen, sondern auch Nebenstraßen werden erfasst
- Keine Installationen an der Trasse.

Es gibt bezüglich der Nutzung dieser Daten datenschutzrechtliche Bedenken.

## Staumeldung

### Stauwarnanlage

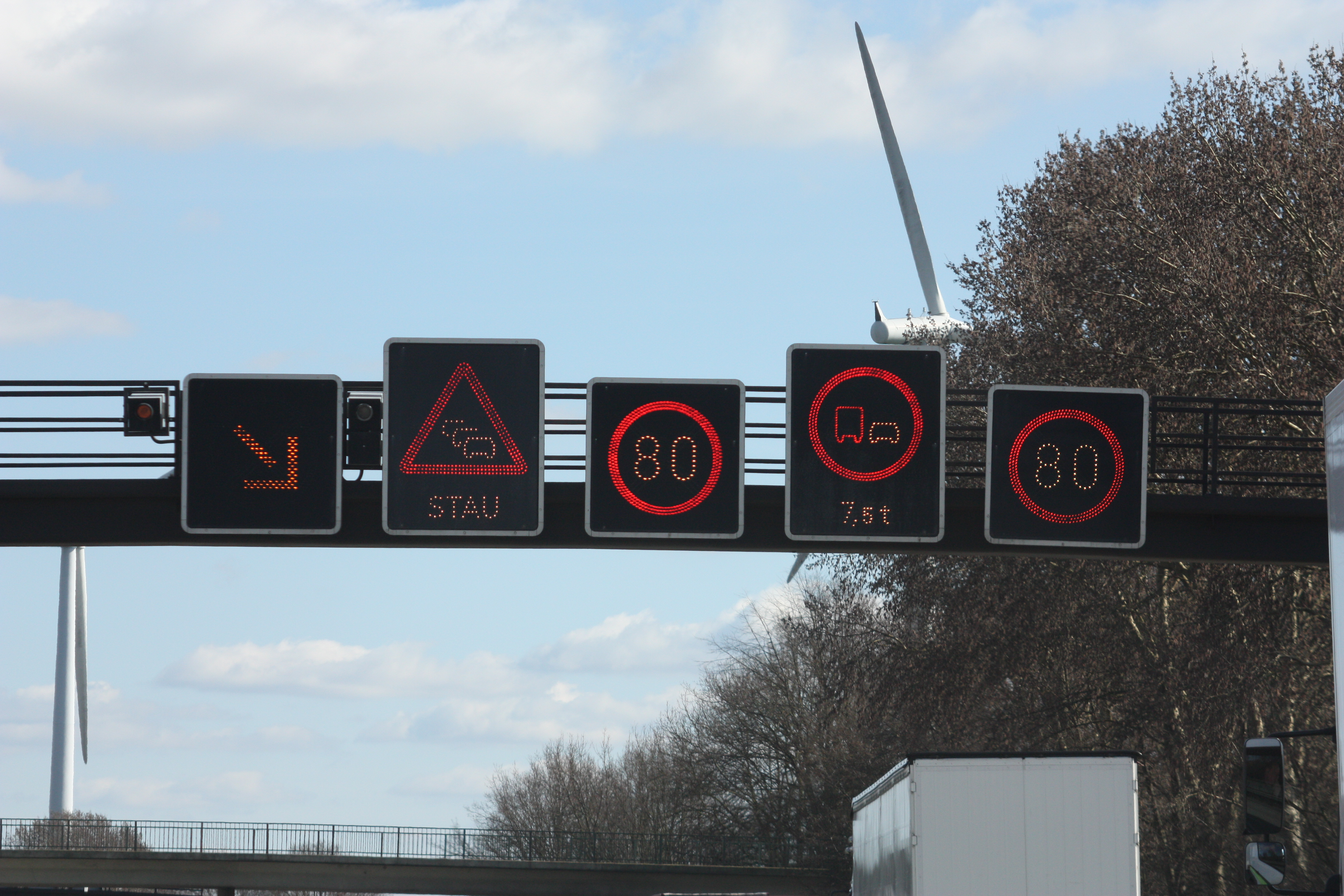
Wechselverkehrszeichen an einer Schilderbrücke

Warnungen der Verkehrsteilnehmer können mit Hilfe von entsprechenden Gefahrzeichen oder durch die Anzeige von Texten geschehen. Zusätzlich können Geschwindigkeitsbeschränkungen angeordnet werden oder Ausweichrouten vorgeschlagen werden. Bei Gotthardstau wird beispielsweise die San-Bernardino-Route vorgeschlagen. Stauwarnanlagen verfügen meistens über eine automatische Erkennung und kommen an Schilderbrücken in Form von Wechselverkehrszeichen zum Einsatz.

### Radio
Staumeldungen werden im Verkehrsfunk vorgelesen und über TMC (Traffic Message Channel) im nichthörbaren Bereich des UKW-Signals in digitaler Form gesendet. Allerdings ist der TMC-Bereich sehr schmal, so dass sämtliche Meldungen nur etwa alle 15 Minuten übertragen werden. Da es außerdem häufig vorkommt, dass ein Empfänger eine Meldung verpasst, kann der Empfang der TMC-Meldung sich erheblich verzögern. Staumeldungen über TMC können von Navigationssystemen empfangen und verarbeitet werden.

### Weitere Infokanäle
Staumeldungen werden im Videotext und im Internet von verschiedenen Anbietern veröffentlicht. Des Weiteren können sie individuell über Mobiltelefone abgefragt werden. Hierzu wird die Position des Anfragenden automatisch lokalisiert und weitere Information zur Fahrtroute abgefragt.

## Verhalten im Verkehrsstau
Da ein Stau neben Verzögerungen auch Unfallrisiken birgt, gibt es vom ADAC, ASTRA oder anderen Interessengruppen Hinweise zum Fahrverhalten, die meistens wie folgt lauten:
- Auf der Autobahn die Warnblinkanlage einschalten und den Verkehr beobachten.
- Gleitend bremsen, um ein Auffahren des folgenden Fahrzeugs zu vermeiden.
- Beim „Auffahren“ auf den Stau Sicherheitsabstand einhalten.
- Bei absehbar längeren Wartezeiten Motor abstellen, in Tunneln unverzüglich.
- Beim Annähern und Passieren gesicherter Unfallstellen nicht bremsen.
- Verkehrsfunk oder TMC einschalten und auf Hinweise zur Dauer des Staus (z. B. Fahrbahnsperrung) warten.

Auf Autobahnen ist im Stau in Deutschland, Österreich, Tschechien und Ungarn eine Rettungsgasse in der Mitte der zwei Fahrstreifen freizulassen, bei drei- oder mehrstreifigen Fahrbahnen ist national unterschiedlich geregelt, zwischen welchen Fahrstreifen die Rettungsgasse gebildet werden muss. Sämtliche Einfahrten sind freizulassen, egal ob Behelfsanschlussstelle oder normale Anschlussstelle, damit nachalarmierte Kräfte in die Rettungsgasse einbiegen können. In der Schweiz und in Slowenien wird die Bildung einer Rettungsgasse ausdrücklich empfohlen.
Bei noch fließendem Verkehr sollte jegliches Kolonnenspringen unterlassen werden. Die Standspur darf nur auf polizeiliche Anweisung als Fahrstreifen benutzt werden (etwa um zur nächsten Autobahnausfahrt zu gelangen). In Ausnahmefällen (z. B. A99 Ring München oder A1 Morges–Ecublens) kann durch entsprechende Beschilderung der Standstreifen bzw. Pannenstreifen für den Verkehr freigegeben werden.

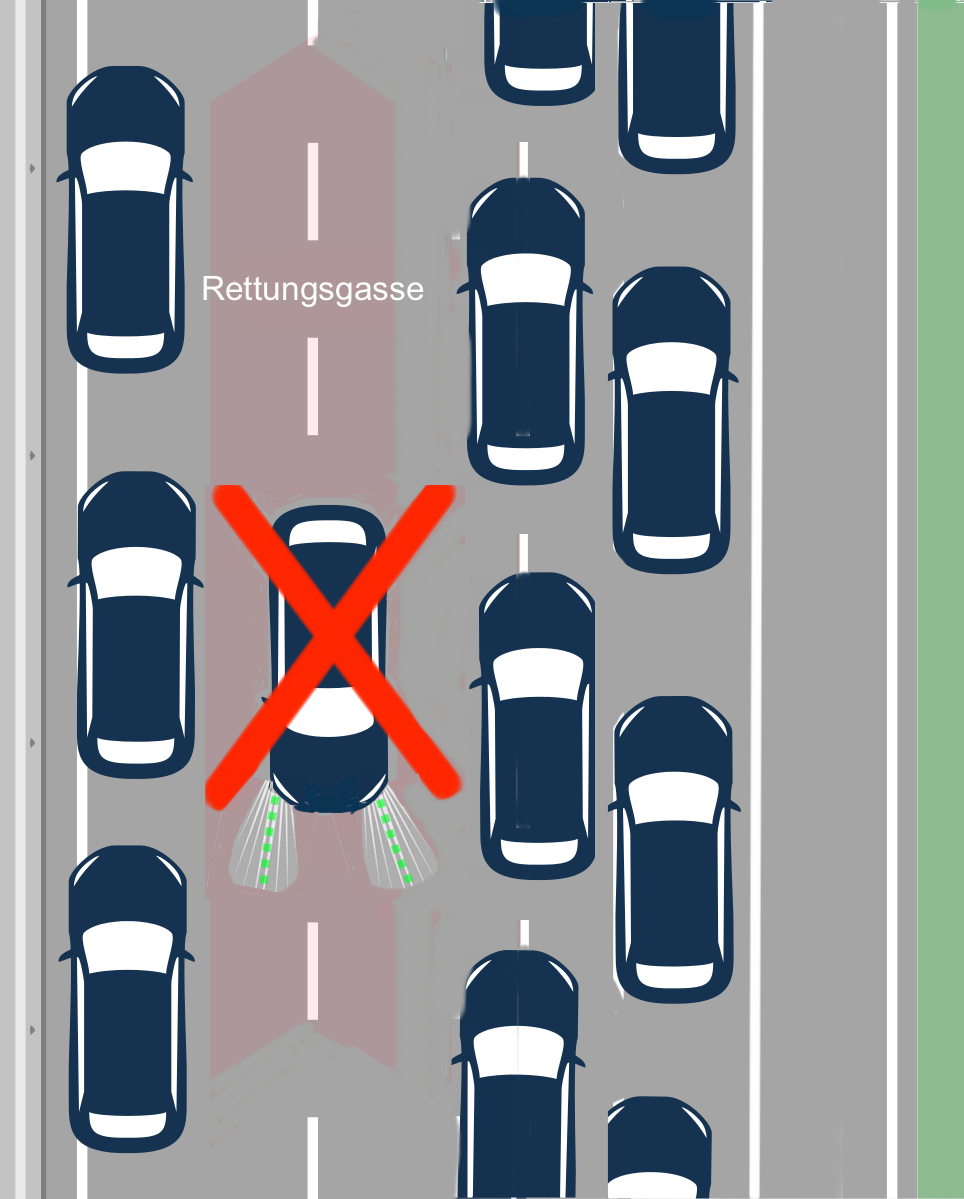
Geisterfahrer in der Rettungsgasse
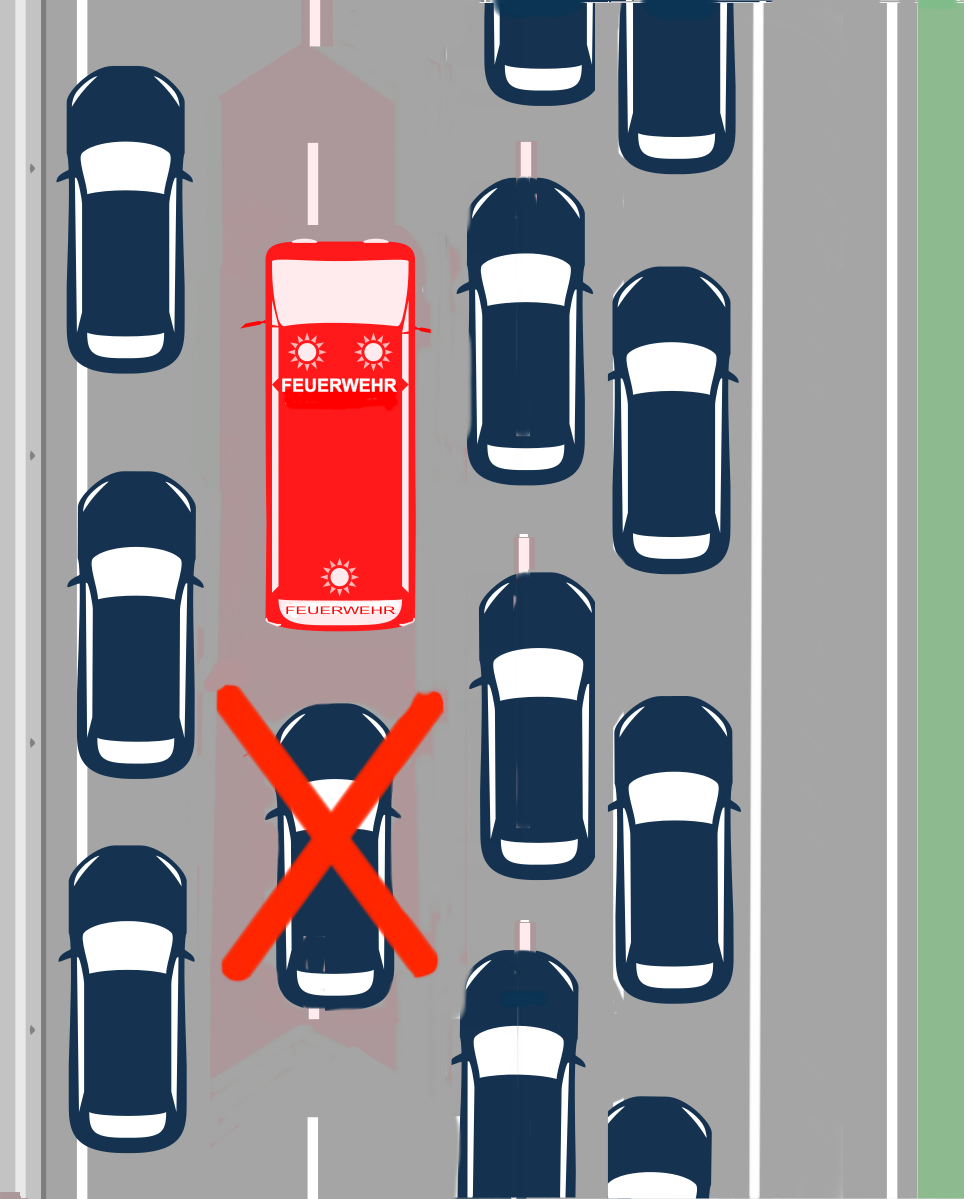
Nachfahren von Einsatzfahrzeugen in der Rettungsgasse ist verboten
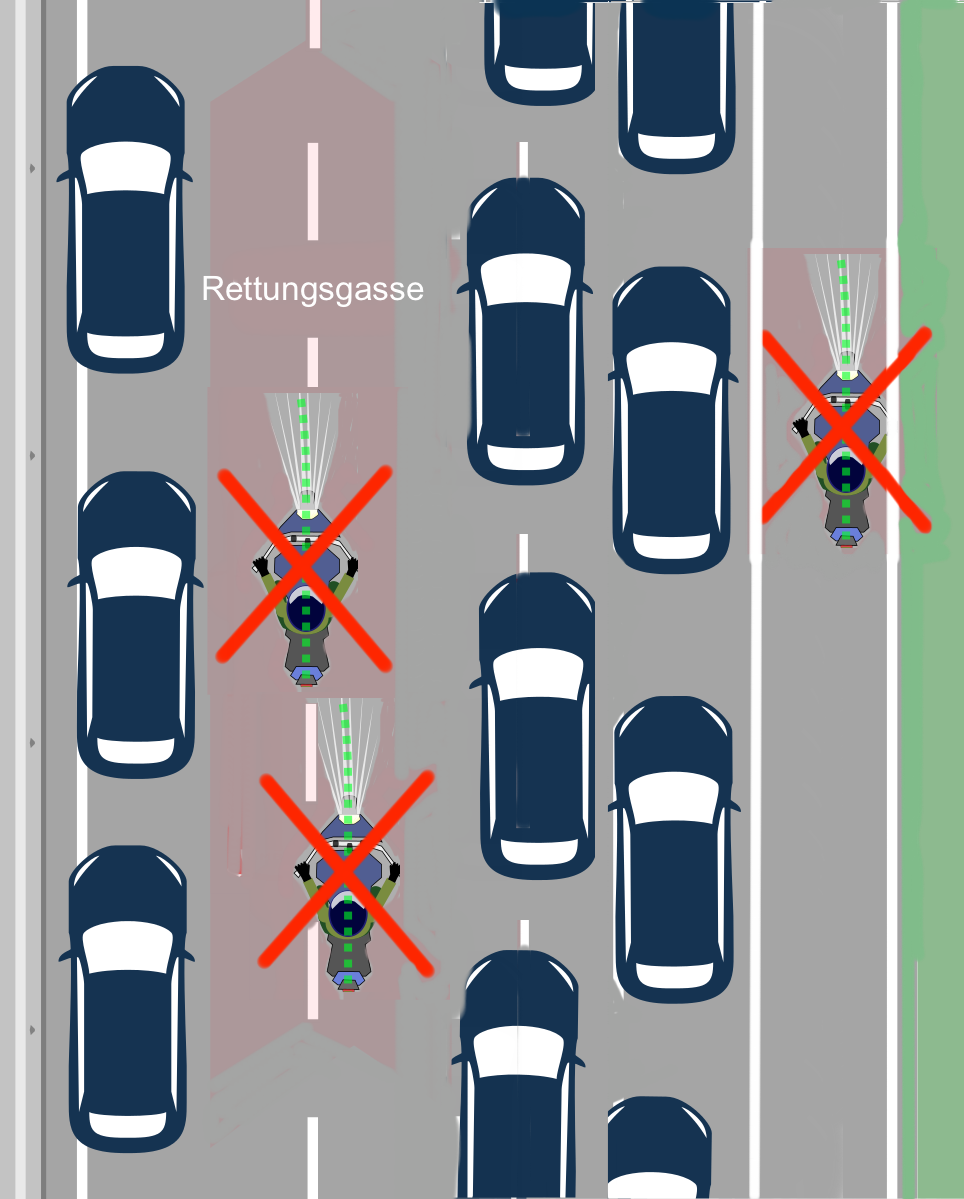
Überholverbot auch für Motorräder im Stau
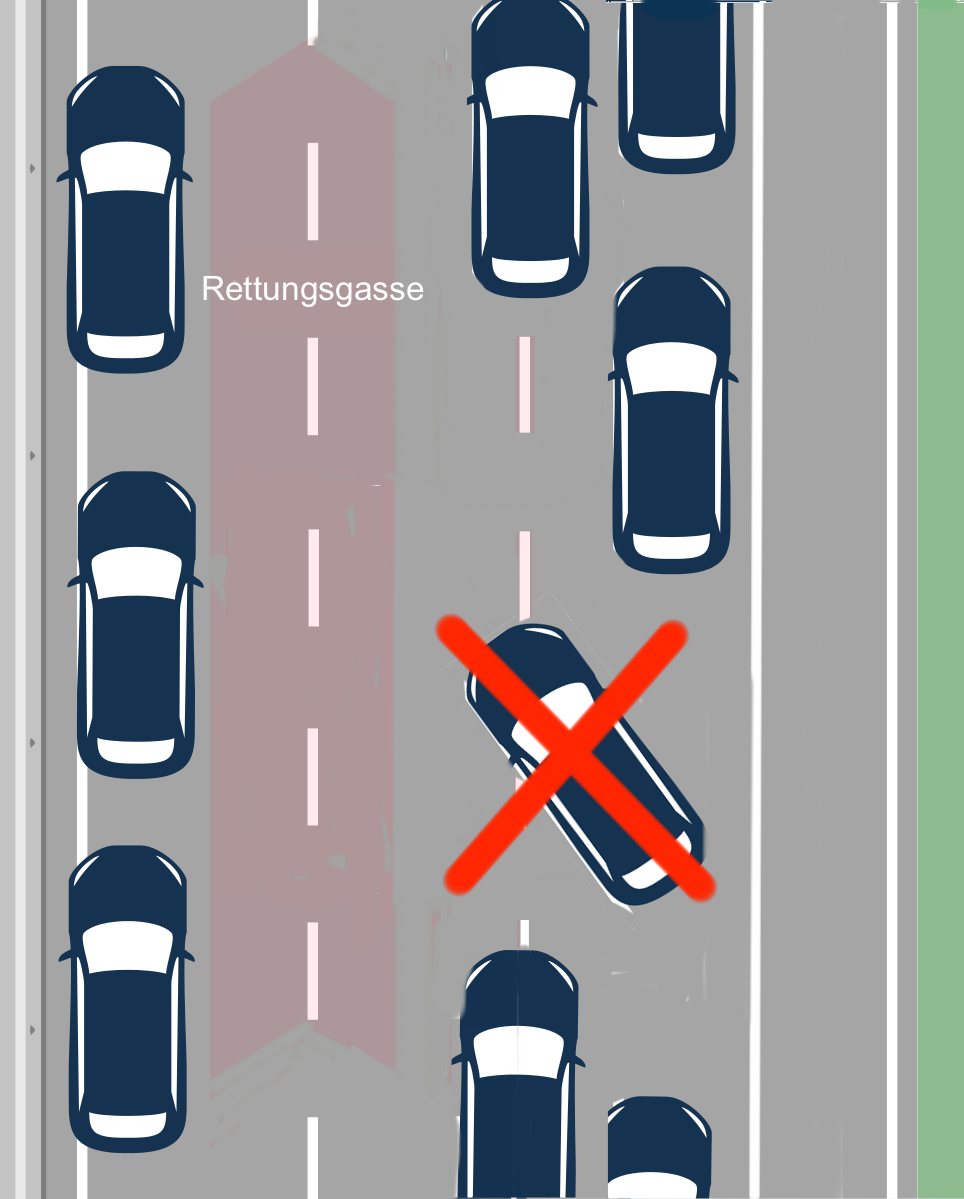
Spurenwechsel im Stau

## Folgen
Für direkt betroffene Stauteilnehmer können bezifferbare Schäden durch den Zeitverlust eintreten. Volkswirtschaftlich werden Stau-Schäden in Milliardenhöhe hochgerechnet. Ein Artikel der Universität zu Köln, führt eine Schätzung der volkswirtschaftlichen Schadenshöhe, verursacht durch Stau, von rund 80 Milliarden Euro auf. Arbeitszeit, staubedingte Unfallkosten und Kraftstoffverbrauch werden dazu abgeschätzt. In Deutschland erreichen solche Schätzwerte, anderer Quellen, bis zu 100 Milliarden Euro. Im Durchschnitt verbringt nach diesen Schätzungen jeder Bundesbürger 50 Stunden pro Jahr im Stau. Aus diesen verlängerten Reisezeiten des Kfz-Verkehrs folgt auch eine Verminderung der Reisequalität für Fahrerinnen und Fahrer der Kfz durch Staus.
Neben wirtschaftlichen Folgen hat Stau auch negative Folgen auf die Umwelt. Durch Stauereignisse steigen die Schadstoffausstöße der Kfz, was zu einer erhöhten Umweltbelastung führt. Ein Beleg dafür ist eine Untersuchung der Senatsverwaltung für Stadtentwicklung und Umwelt in Berlin, aus 2015, auf einer Hauptverkehrsstraße mit einer Höchstgeschwindigkeit von 50 km/h. Festgestellt wurde, dass Stickoxidemissionen der Kfz im Verkehrszustand „Stop & Go“ am höchsten sind, im Vergleich zu den Verkehrszuständen „dicht“ oder „flüssig“. Auch unter Anwohnenden kann Stau zu negativen Folgen, wie Lärm- oder Schadstoffemissionen durch Stau, führen.

## Vermeidung

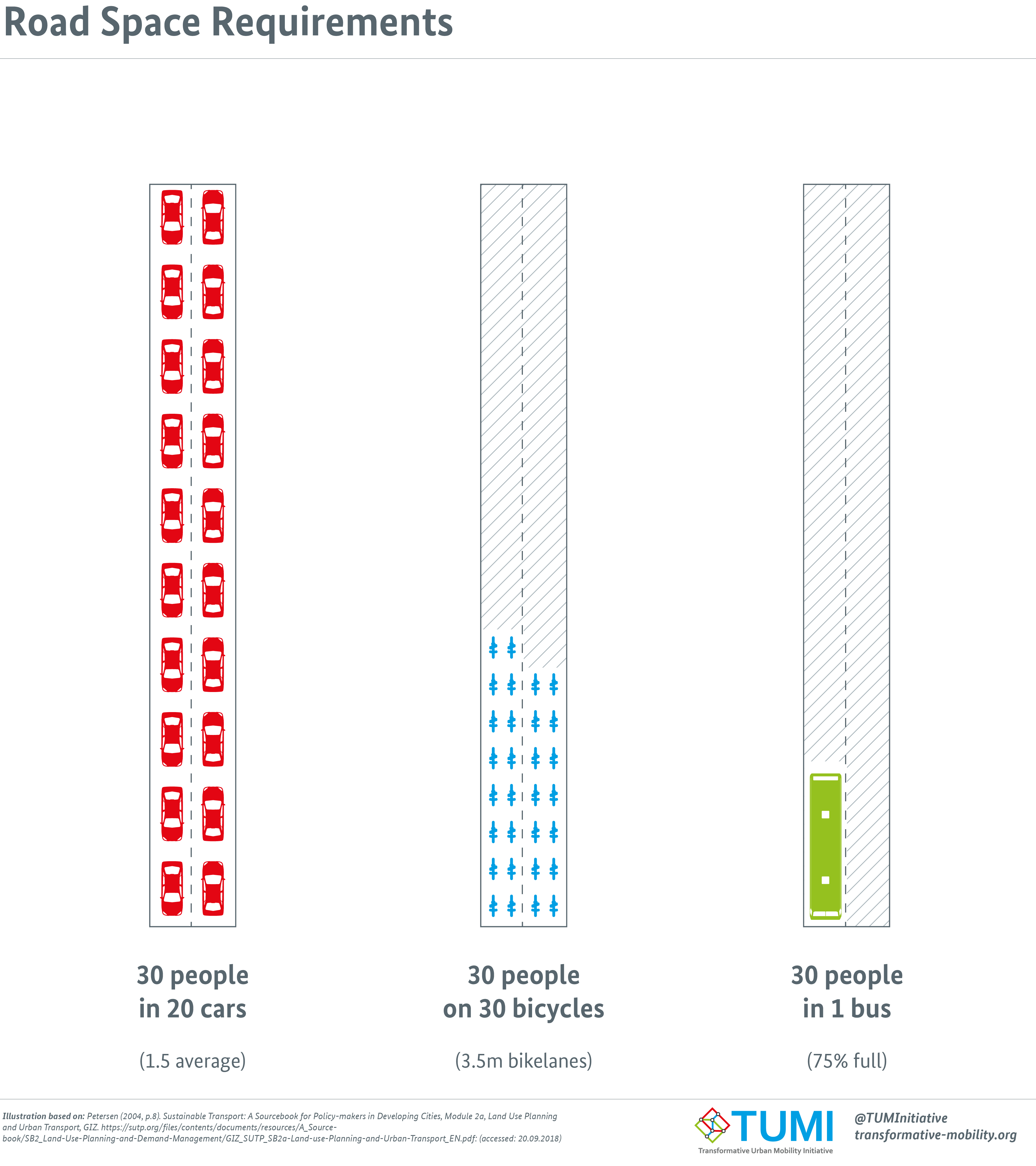
Erforderlicher Platz für verschiedene Transportmittel

Es gibt mehrere Möglichkeiten, Stau zu vermeiden. Im Rahmen einer Verkehrswende ist die Verkehrsvermeidung ein Mittel der Stauvermeidung. Klassische Ansätze in der Verkehrspolitik setzen auf den Ausbau der Straßen, in neuerer Zeit z. B. auch auf den Umbau von Kreuzungen zu einem Kreisverkehr.
Kreisverkehre können Staus jedoch auch nicht ganz oder immer vermeiden. Die Förderung anderer Transportmittel hilft auch, Staus zu vermeiden.
Ein weiterer Ansatz, zur Vermeidung von Stau ist es Alternativen zum motorisierten Individualverkehr anzubieten. Vor allem im städtischen Raum bieten sich Alternativen, wie ÖPNV oder Radverkehr, zum motorisierten Individualverkehr an. Wenn sich mehr Verkehrsteilnehmende für den ÖPNV und/oder Radverkehr entscheiden, so besteht die Chance, dass weniger Personen den motorisierten Individualverkehr nutzen, was den motorisierten Verkehr entlasten würde, sprich die Verkehrsstärke senken würde. Problematisch dabei ist, dass ein ÖPNV-Angebot nicht überall rentabel ist. Vor allem in dünn besiedelten ländlichen Räumen ist die Gestaltung eines attraktiven ÖPNV-Angebots schwierig.
Ein weiterer Ansatz ist es Nutzungskonflikte, z. B. zwischen ÖPNV einerseits und motorisiertem Verkehr andererseits zu minimieren. Insbesondere im städtischen Raum kollidieren verschiedenen Nutzungsinteressen und -ansprüche miteinander. So sind Stadtstraßen nicht nur für den Kfz-Verkehr bedeutend, oft auch für den ÖPNV. Auch Rad- und Fußverkehr müssen in städtischen Gebieten berücksichtigt werden. Diese überlagernden Nutzungsinteressen im Verkehr können dazu führen, dass Straßen überlastet werden und es zu Staubildungen kommt, wenn beispielsweise motorisierter Verkehr an Lichtsignalanlagen, umgangssprachlich Ampeln, halten muss, um Straßenbahnen oder Busse passieren zu lassen.
Am Beispiel der Bahnhofstraße im Berliner Bezirk Treptow-Köpenick werden diese Nutzungskonflikte deutlich und ihr Anteil am Staugeschehen dort. Einerseits ist die erwähnte Bahnhofstraße entscheidend für den Kfz-Verkehr, entsprechend hohe Verkehrsstärken, von bis zu 1000 Kfz/h treten in Spitzenstunden auf. Zugleich ist die Bahnhofstraße in Treptow-Köpenick auch für den ÖPNV sehr entscheidend, sodass dort fünf Straßenbahn- und vier Buslinien die Bahnhofstraße durchfahren. Sobald eine Straßenbahn an den Haltestellen „S-Köpenick“ oder „Bahnhofstraße / Seelenbinderstraße“ hält, muss der motorisierte Verkehr warten, bis der Fahrgastwechsel vollzogen ist und die Straßenbahnen weiterfahren. Ein entsprechender Stau ist die Folge.
Mögliche Strategien zur Vermeidung von Stau könnten sein, Verkehrslösungen zu finden, die diese Nutzungskonflikte möglichst vermeiden. Konkrete Möglichkeiten dazu wären angepasste Lichtsignalanlagen-Schaltungen, die keine unnötig langen Sperrzeiten – Sperrzeiten sind die Dauern der Rotphasen einer Lichtsignalanlage – haben, um Wartezeiten an Knotenpunkten bzw. Lichtsignalanlagen so gering wie möglich zu gestalten. Ein weiterer Ansatz ist es Lichtsignalanlagen-Schaltungen, in Abhängigkeit von Verkehrszeit zu schalten, sodass auch bei höheren Verkehrsstärken keine langen Wartezeiten an Knotenpunkten bzw. Lichtsignalanlagen zu haben.
Auch eine Gestaltung von Verkehrswegen ohne gegenseitige Behinderungen anderer Verkehrsarten, ist ein denkbarer Ansatz zur Vermeidung von Stau. Beispiele hierfür sind Haltestellen des ÖPNV so zu gestalten, dass diese keine Engstellen für motorisierten Verkehr bilden, wie es im Fall der Haltestelle „Bahnhofstraße / Seelenbinderstraße“, auf der Bahnhofstraße in Treptow-Köpenick der Fall ist. Problematisch an diesen Ansätzen ist, dass die Gestaltung von Verkehrsräumen den Umgebungsbedingungen des Verkehrsraums, beispielsweise die verfügbaren Seitenraumbreiten eines Verkehrsraums, unterworfen ist. Konkret ist nicht immer der notwendige Platz vorhanden oder nicht immer sind Nutzungskonflikte vermeidbar, wie die Bahnhofstraße in Treptow-Köpenick zeigt.

## Psychologische Ansätze in der Stau-Forschung
Gängige Erklärungen von Verkehrs-Lehrstuhlinhabern, wie etwa die der Physiker Michael Schreckenberg und Martin Treiber, gehen von physikalischen Wirkparametern aus, deren Interpretation darauf hinausläuft, dass „falsches“ Fahrverhalten und hohe Fahrgeschwindigkeit Stauursachen sind.
Demgegenüber ist seit Jahrzehnten nicht mehr umstritten, dass das Fahrerverhalten wesentlich auf der Wahrnehmung von Fahrbahn und Peripherie beruht. Verhaltensbestimmende Wahrnehmungsinhalte im Blickfeld des Fahrers sind beispielsweise Tiefe und Breite des Blickfeldes. So führen Blickfeldverkürzungen zu spontaner Verlangsamung, während umgekehrt eine Ausweitung des Blickfeldes zu Beschleunigung führt. Geschwindigkeitsverändernde Parameter sind auch Helligkeits- und Farbkontraste, Dichte und abrupte Wechsel im Blickfeld. Diese Parameter sind nicht nur in Straßenführung und Peripherie nachgewiesen, sondern werden auch durch das Eintreten richtungsgleicher Fahrzeuge in das Blickfeld erwartet.
Die von Seiten der Physik geforderte Fähigkeit des Fahrers, einen definierten Abstand zum vorausfahrenden Fahrzeug einzuhalten, geht schon deswegen ins Leere, weil der Wahrnehmungs- und Reaktionsapparat des Menschen eine solche Fahrleistung nicht vorsieht. Von der Strömungsphysik abgeleitete Verkehrsmodelle kranken durchwegs daran, dass sich der Mensch anders als eine physikalische Strömungseinheit bewegt.

## Superlative, Statistiken
Das Guinness-Buch der Rekorde verzeichnet den längsten Stau der Welt 1980 zwischen Paris und Lyon mit 176 km Länge. Betrachtet man auch Verkehrsstaus in einem zusammenhängenden Streckennetz und nicht nur auf einer Einzelstrecke, so wurde dies inzwischen überboten. Am 11. Juni 2009 gab es in São Paulo gegen 19 Uhr Ortszeit im Streckennetz des Großraumes Stau auf insgesamt 293 km Länge.
Ein Stau infolge eines Wintereinbruchs am 2. Dezember 2012 auf der Autobahn M10 nördlich von Moskau hatte laut Medienberichten eine Länge von 200 km; offiziell wurde er aber mit 20 km angegeben.
TomTom veröffentlicht jährlich einen Traffic Index mit statistischen Angaben zu über 400 Städten, die das Unternehmen aus Daten seiner Navigationsgeräte erstellt.
Es nannte als staureichste deutsche Städte (gemessen daran, wie viel Prozent länger eine Fahrt infolge eines Staus dauert) Hamburg, Berlin, Wiesbaden, München, Nürnberg, Stuttgart, Bonn, Kassel, Bremen und Frankfurt am Main.
Laut verschiedenen Medienberichten erfolgte im Jahr 2010 auf der Autobahn 110 in China ein 12 Tage anhaltender Stau, bei dem auf 50 nebeneinander liegenden Spuren über eine Länge von 100 km Fahrzeuge teilweise am Tag nur 500 m weit kamen.

## Kritik am Titel „Stauhauptstadt“
Zu Beginn des Jahres wird verkündet, wie viele Stunden Autofahrer in welcher Stadt „im Stau“ verbringen müssen. Die Stadt mit den meisten Stunden wird zur „Stauhauptstadt“ gekürt. 2022 gewann München zum wiederholten Mal diesen Titel. Dieser jährliche Vergleich wird vom BUND Naturschutz kritisiert. Hierbei wird die Art der Messung kritisiert, die sich ausschließlich auf den Vergleich der Fahrtzeiten in der Nacht und zur Rushhour bezieht. Die Assoziation im Stau zu „stehen“ sei hier falsch, weil es sich hier statistisch um eine natürliche, da auslastungsbedingte Verlangsamung handelt.

## Trivia
Es kursiert immer wieder die falsche Behauptung, das Wort „Stau“ sei ein Kurzwort für „stehende Autos“. Tatsächlich leitet sich das Wort aber vom Verb „stauen“ ab, das einen niederdeutschen Ursprung hat und sich etymologisch mit dem Wort „stehen“ in Verbindung bringen lässt.
Ein inzwischen häufiger verwendetes, treffendes Bonmot ist: „Ihr steht nicht im Stau, Ihr seid der Stau“, was mindestens seit 2005 bekannt ist. Der Urheber ist nicht bekannt.

## Literarische Verarbeitung
- Daniel Kampa (Hrsg.): Nicht schon wieder Stau! Hinterhältige Reisegeschichten, eine Anthologie mit John Irving, Doris Dörrie, Martin Suter, Anna Gavalda u. a., Diogenes, Zürich 2009, ISBN 978-3-257-23949-2 (als Hörbuch: Sprecher: Tommi Piper, Anna König, 75 Minuten, CD, ISBN 978-3-257-80267-2).

## Filmische Verarbeitung
Weekend (1967). Französischer Experimentalfilm von Jean-Luc Godard.

## Musikalische Verarbeitung
- Sailor: Traffic Jam (1974)[30]
- James Taylor: Traffic Jam (1977)[31]
- Mike Krüger: Stau mal wieder (1978)[32][33]
- Herbert Grönemeyer: Stau (1980)
- Eric Donaldson: Traffic Jam (1983)[34][35]
- „Weird Al“ Yankovic: Traffic Jam (1993)[36]
- Stephen Marley ft. Damian Marley: The Traffic Jam (2006)[37]